# Космос-2552
Космос-2552 — российский военный спутник, запущенный 25 ноября 2021 года в 01:09 UTC с космодрома Плесецк ракетой-носителем легкого класса «Союз-2.1б».
Согласно зарубежным СМИ, космический аппарат построен на платформе 14Ф142 «Тундра», относящейся к единой космической системе «Купол».
Согласно информации Минобороны РФ, основная задача ЕКС «Купол» — обнаружение пусков межконтинентальных баллистических ракет. «Космос-2552» является пятым запущенным и развернутым спутником в системе.
Космический аппарат был зарегистрирован командованием воздушно-космической обороны Северной Америки как «Объект 49503».

## Первоначальные орбитальные данные спутника
- Перигей — 1638 км
- Апогей — 38523 км
- Период обращения вокруг Земли — 713.08 мин
- Угол наклона плоскости орбиты к плоскости экватора Земли — 63,79°
- Хронология

16 ноября 2021 года Минприроды Коми объявило, что на время пуска ракеты-носителя «Союз-2» с космическим аппаратом 25 ноября 2021 года три района в Коми объявлены временно опасными
25 ноября 2021 года в 01:09 UTC с космодрома Плесецк произведен успешный запуск ракеты-носителя «Союз-2.1б» с космическим аппаратом на борту
25 ноября 2021 года в 01:18 UTC головная часть ракеты-носителя «Союз-2.1б» в составе разгонного блока «Фрегат» и космического аппарата в расчетное время штатно отделилась от третьей-ступени ракеты-носителя.
По данным воздушно-космической обороны Северной Америки, космический аппарат «Космос-2552» вышел на запланированную 12-часовую рабочую орбиту после маневров 3 и 5 декабря 2021 года.